# Amphimyces cerylonis
Amphimyces cerylonis är en svampart som beskrevs av Thaxt. 1931. Amphimyces cerylonis ingår i släktet Amphimyces och familjen Laboulbeniaceae.   Inga underarter finns listade i Catalogue of Life.